# 신도히가시역
신도히가시역(일본어: 新道東駅)은 일본 홋카이도 삿포로시 히가시구에 위치한 삿포로 시영 지하철의 역이다.

## 역 구조
2면 2선의 상대식 승강장이다.
출입구는 5곳이지만 개찰구에서 갈림길이 많은 구조로 되어 있다. 1번 출입구와 4번 출입구는 지상부와 가까운 거리에 있다(4번 출입구는 방범상의 이유로 22시 30분에 폐쇄된다). 지상으로 연결되는 엘리베이터는 2번 출입구에 설치되어 있다.

### 타는 곳
| 1 | 도호 선 | 삿포로・오도리・후쿠즈미 방면 |
| 2 | 도호 선 | 사카에마치 방면               |

## 이용 현황
삿포로 시 교통국의 조사에 따르면 2015년도 1일 평균 승차 인원은 7,871명이다.
최근 1일 평균 승차 인원의 추이는 다음과 같다.
| 연도 | 1일 평균 승차 인원 |
| ---- | ------------------ |
| 2003 | 6,508              |
| 2004 | 6,678              |
| 2005 | 6,868              |
| 2006 | 6,998              |
| 2007 | 6,992              |
| 2008 | 6,996              |
| 2009 | 6,860              |
| 2010 | 6,977              |
| 2011 | 6,977              |
| 2012 | 7,148              |
| 2013 | 7,503              |
| 2014 | 7,767              |
| 2015 | 7,871              |

## 역 주변
역 서쪽은 삿포로 신작로를 따라서 교외형 상업 시설이나 음식점이 많다. 동쪽과 북쪽은 주로 주택지를 형성하고 있지만, 최근에는 상업 시설도 늘어나고 있다. 이온 삿포로 모토마치 쇼핑 센터 개장 이후에는, 가장 가까운 역인 것이어서 남쪽으로의 유동도 있다.
- 국도 제274호선
- 삿포로 시립 사카에마치 초등학교
- 삿포로 시립 사카에마치 중학교
- 삿포로 시립 사카에미나미 초등학교
- 삿포로 시립 사카에미나미 중학교
- 삿포로 시립 모토마치 초등학교
- 모토마치 도서관
- 삿포로 기타38조 우체국
- 삿포로 히가시 도쿠슈카이 병원
- 이온 삿포로 모토마치 쇼핑 센터・이온 삿포로 모토마치점
- 쓰타야 서점
- 호텔 유 키타

## 역사
- 1988년 12월 2일: 사카에마치 ~ 호스이스스키노 역간 개통에 따라 영업 개시.
- 2017년 3월 24일: 스크린도어 사용 개시.

## 사진

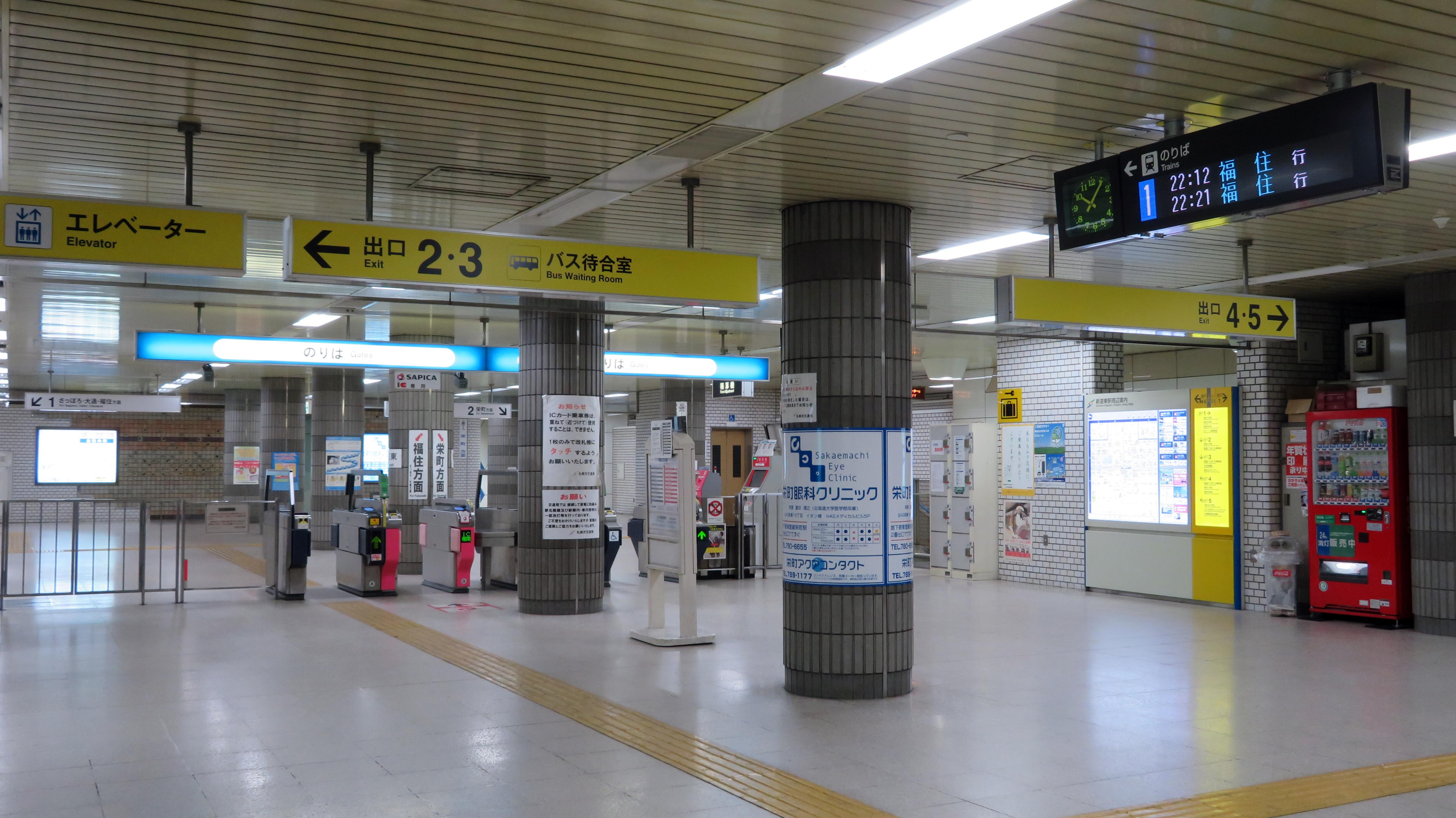
개찰구
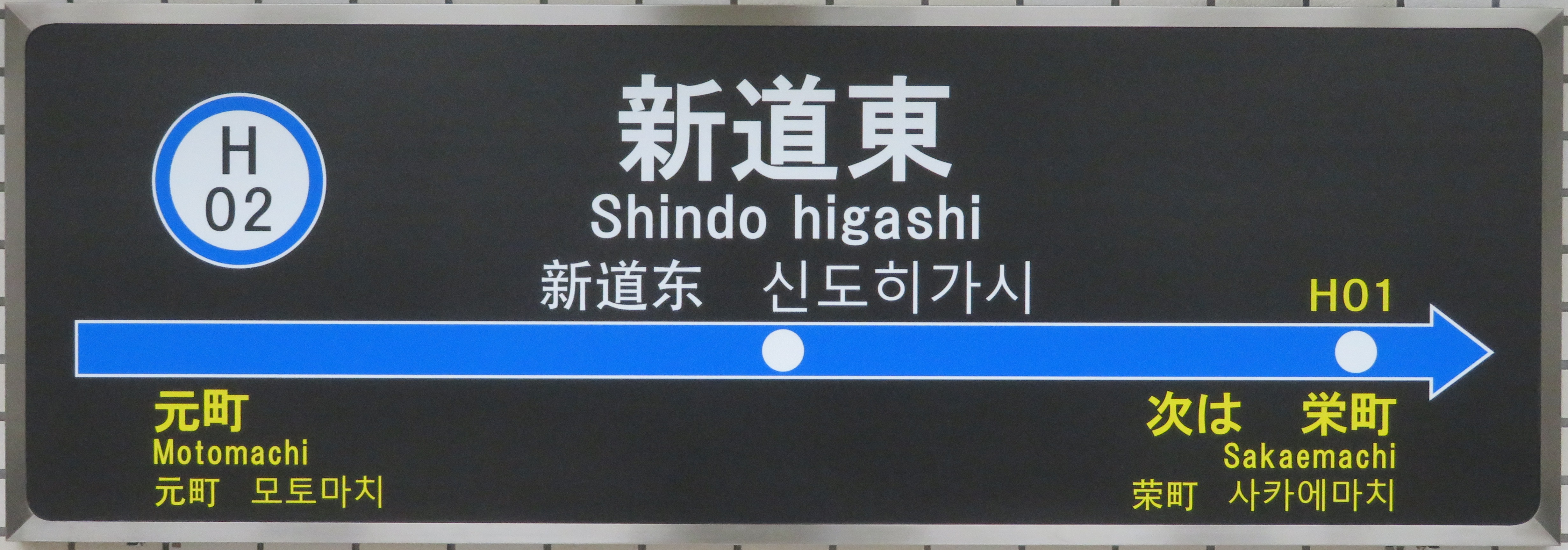
역명판

## 인접역
| 삿포로 시 교통국 지하철 도호 선 | 삿포로 시 교통국 지하철 도호 선 | 삿포로 시 교통국 지하철 도호 선 |
| ------------------------------- | ------------------------------- | ------------------------------- |
| H01 사카에마치 사카에마치 방면  | ● 도호 선                       | H03 모토마치 후쿠즈미 방면      |